# Operación Híbrida de la Unión Africana y las Naciones Unidas en Darfur

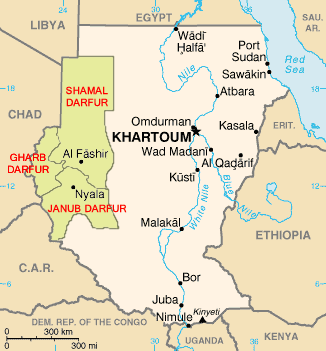
Mapa del noroeste de África en la región de Darfur en Sudán.

La Operación Híbrida de la Unión Africana y las Naciones Unidas en Darfur (MINUAD o UNAMID por sus siglas en inglés) es una misión llevada a cabo en Sudán por petición de las Naciones Unidas mediante la Resolución 1769 del Consejo de Seguridad de las Naciones Unidas, aprobada el 31 de julio de 2007. La misión estaba integrada por una fuerza de 26000 efectivos; conformados por militares, policías y funcionarios civiles. El contingente de la MINUAD está formado principalmente por países africanos; entre los contribuyentes mayores se encuentran Nigeria, Ruanda, Sudáfrica, Senegal, Togo, Benín, Egipto, Etiopía, Nepal y Tailandia, entre otros. Actualmente la fuerza posee 9500 efectivos. El mandato otorgado a esta fuerza para estabilizar la zona Darfur fue de un año y entró en vigencia a partir del 1 de enero de 2008. Posteriormente este plazo fue extendido hasta el año 2010.

## Fuerzas Beligerantes en la Zona de Darfur
- Movimiento Justicia e Igualdad
- La Milicia Janyaui
- Ejército de Liberación de Sudán
- Frente de Liberación de Darfur
- Ejército de Sudán

## Antecedentes

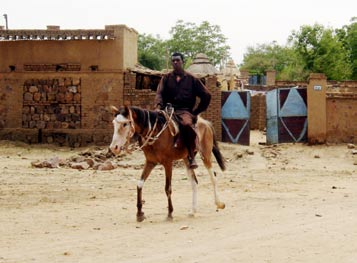
Un miliciano Janjaweed montado.

La misión de la MINUAD tiene sus antecedentes en la Misión de la Unión Africana para Darfur (AMIS en inglés), que fue una operación que se creó para estabilizar  la región de Darfur en Sudán, pero debido a su fracaso las Naciones Unidas decidieron crear la UNAMID, en la cual se incluyó a la misión de la AMIS.

## Mandato
La UNAMID tiene la misión de estabilizar la zona de Darfur y mantener la paz, así como ayudar a la población de la zona, y brindar protección a los organismos humanitarios de las Naciones Unidas que brindan ayuda en la zona.

## Bajas de la UNAMID
Hasta la fecha este contingente ha tenido 10 víctimas desde su creación. El último ataque que hubo en contra de estas fuerzas acaeció el 9 de julio de 2006; en este enfrentamiento 7 pacificadores murieron y 19 resultaron heridos.